# Gare d’Yvetot
Gare d’Yvetot vasútállomás Franciaországban, Yvetot településen.

## Vasútvonalak
Az állomást az alábbi vasútvonalak érintik:
- Párizs–Le Havre-vasútvonal

## Kapcsolódó állomások
A vasútállomáshoz az alábbi állomások vannak a legközelebb:
- Gare de Bréauté - Beuzeville
- Gare de Motteville
- Gare de Pavilly-Station
- Gare de Foucart - Alvimare